# Залізнична вісь Берлін — Палермо

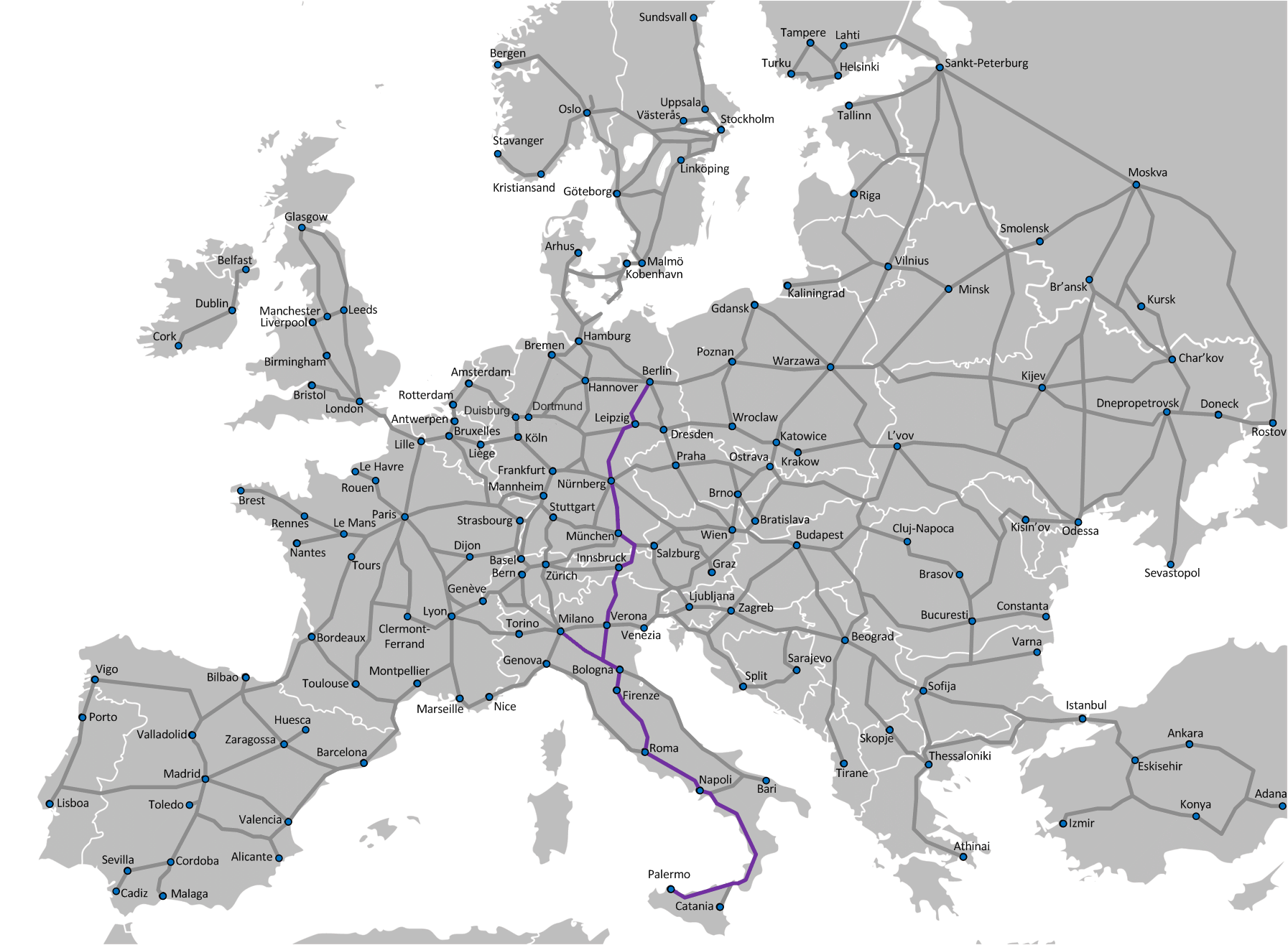
Планований залізничний коридор Берлін — Палермо (TEN 1), позначено бузковим кольором

Залізнична вісь Берлін — Палермо (нім. Eisenbahnachse Berlin–Palermo) (італ. Asse ferroviario Berlino-Palermo) — проект № 1 Транс'європейської швидкісної залізничної мережі (TEN-R), що передбачає створення 2 200 км високошвидкісної залізничної лінії між Берліном і Палермо Є одним з головних транспортних маршрутів, що сполучає Центральну та Південну Європу, прямуючі через Німеччину, Австрію та Італію.
З Берліна залізниця прямує до Центрально-Німецького метрополійного регіону (Галле/Лейпциг, Ерфурт) далі до Південної Німеччини (Нюрнберг, Інгольштадт та Мюнхен). Перетинаючи кордон з Австрією, прямує через Тіроль (Куфштайн, Вергль та столиці Інсбрук). Далі до італійського Південного Тіролю, (Франценфесте та Боцен), далі через північно-східну Італію (Верона та Болонья), через Центральну Італію (Флоренція та Рим), досягає Південної Італії в Неаполі, далі через Мессінський міст до Мессіни та Палермо.